# دودمان طیبی
دودمان (ایل)طیبی  نام یکی از دودمان های بزرگ و کهن ایران است. این خاندان از خاندان های قدیمی ایرانی و قوم لر می باشد

## وجه تسمه نام طیِبی (تِیبی)
بحث  تلفظ  صحیح  نام  طیبی را اولين بار ، علامه قزوینی  مطرح فرمودند و آن را با (طای مکسور ) و يای  مهمل در آثارش آورده است(طیب بر وزن میز، سیب).نویسنده شد الاوزار عن زوارالمزار یا هزار مزار شیراز هم به تلفظ این نام توجه نموده است. دکتر قاسم غنی و سایر پژوهشگران تلفظ آن را مورد پژوهش قرار داده اند. متاسفانه تمامی پژوهشگران راه را بر خطا رفته ومنشاء قرائت شان از روی یک تذکره و پژوهش تخلیصی،  که اساس تحقیق ان پراز مغالطه است بوده است. محمد قزوینی با توجه به اینکه جوامع ایران و گروه هاي قومی و ايلي در آن زمان تفکیک و تمیز علمی نشده بودند ، دو نظريه مبنی بر آن ارائه دادند : طیب نام مکان است محتملا بر سه نقطه در خوزستان، طیب گروه و قومي از مردم این سرزمین و استان فارس هستند . با جستجوي بیشتر متوجه  چاپ این کتاب در سال ۱۱۵۹ عهد نادرشاه و ديگري ۱۲۶۹ هجری قمری در بمبئي شده ایم که خوشبختانه  توانستیم  به هر دو نسخه اصلی  دسترسی پیدا کنیم . در دو نسخه فوق حرف (طا ) در طيب با كسره  بلندی مشخص گردیده و (ياي ) ساکن  آهنگین ، با نوساني از پايين به بالا .شکل درست و صحیح آن تِیب بروزن سیر  به معنای بیقرار، پرپیچ و خم و بن ماده آن از رودخانه تاب است  که یا منسوب می گیرد و به اهالی ساکن در روستاهای اطراف رودخانه تاب(مارون) می گفتند که در گزارش یاقوت حموی ذیل رودخانه تاب آمده است. باغلبه کردن فرهنگ عربی در گویش و نوشتار ، شکل نگارش آن بصورت طای دسته دار در آمدده و از آنجا که در زبان عربی دارای معنا و فحوای کلام پاک ، خوشبو ، بوده  و کلمه ایست عوام پسند و جذاب ، نوع نگارش عربی آن بیشتر مقبول طبع و نشر آن در نزد اهل قلم واقع گردید. آنچه با واقعیت عینی و گویشی مردمان جنوبی در شکل تلفظ نام این ایل همخوانی دارد درست ، تنها در این کتاب حجیم یکبار به شکل درست اعراب گذاری گردیده است. باتوجه به گویش عمومی فارس زبانان و عدم آشنایی آنها با عشایر و ایلات، آنها به غلط طَیبی میخوانند.
طیب شهری است در خوزستان و هیجده فرسخ با  شوشتر فاصله دارد وهیجده فرسخ تا واسط در عراق.این شهر را شیث نبی بنا نهاد .عقرب و زنبور و کلاع در این شهر نباشد و اگر بدانجا ببرند فی الحال بمیرد. این گزارش تمام سفرنامه نویسان و جغرافیانویسان از سده های پیش از اسلام تا حوالی سال ۴۵۰ هجری قمری است.ولی با پیدایش اسماعیلیان و طرفداری طیبی ها از حکومت اسماعیلیان ، آن ها مخالفان خلفای عباسی و ترکان سلجوقی در آمده و با گسترش شیعه علوی در کهگیلویه به صورت قویترین مخالفان حکومت سلجوقیان و عباسیان در آمدند.ازاین روست تا نزدیک ۱۸۰ سال بعد فقط نام انها را در جریان علویان اسماعیلی رویت میکنیم و از شهر طیب هیچ گزارشی  در تاریخ و جغرافیا ثبت و ضبط نشده است. و اما سوالات بیشماری در خلا این زمان طولانی  برای محقق پیش آمده  که طیبی ها در این درازمدت کجا سکونت یافتند؟ و کدام منطقه خاستگاه خاندان ثروتمند طیبی بوده است؟؟  یاقوت حموی جغرافی دانی است که در یادداشت برداری ها ی ان از روستاهای ارجان  پاسخ تمامی مجهولات ما را نسبت به " خاستگاه" طیبی ها  ارایه مینماید. وی مینویسد در کنار رودخانه طاب( مارون) روستای طیبی قراردارد و سبب تسمیه آن بخاطر نوعی خرما که طعم گوارا یی دارد واین روستا در بین مجمع البحرین ( دو رودخانه) قرار دارد.اما ادامه گزارش را بااشاره به  رودخانه زهره که بسوی رستاق ( زیدان و بوشهر) میرود و رودخانه کارون که همانند طاب به خلیج میریزد مکان دقیق را مشخص نکرده است.اطلاعات ذی قیمتی که یاقوت از حوالی سالهای ۶۳۰ از روستای ال طیبی ثبت کرده است حدس  ما راباتوجه به نوع خرمای با کیفیت و نزدیکی به رودخانه مارون   به یقین تبدیل کرده است و روستای ال طیبی منشا و خاستگاه اولیه خاندان طیبی ها است.این روستا پس از قرنها هنوز نام بامسمای صاحبان اجدادی خودراحفظ نموده است.

## گستره جغرافیایی طیبی ها
1. برادران و خواهران ایل طیبی مقیم استان های البرز ( کرج ‌.طالقان. سهیلیه. پرند و هشتگرد و كمرد
2. تهراندشت . تهران . لواسان
3. دماوند و كیلان و...
4. طیبی های استان فارس(صفاشهر و آباده و طیبی های قشقایی - جهرم و قطب آباد،قیر و كارزین
5. اراك  و بروجرد
6. شاهین شهر و اصفهان
7. مازندران .( قائم شهر و آمل و سوادكوه و بابل و بابلسر و سودكلا و دودانگه و سورك و تنكابن  و آلاشت و ساری )
8. نیشابور ( روستای زیگ )  و خراسان  و قوچان و بجستان و اسفراین
9. بوشهر  و خوزستان و كهگیلویه و بویراحمد
10. شهر اسفرورین و... استان قزوین تات زبان
11. طیبی های زنجان و ماه نشان و....
12. تبریز  - یزد و كرمان - گلستان ( كردكوی و ... ) طیبی های گیلان
13. همدان ( قباق تپه و  كبودر آهنگ و شهرستان رزن و بخش سردرود / روستای قایش ) و طیبی های فامنین
14. طیبی های عرب زبان آلبوغبیش ماهشهر و  هلالات خرمشهر
15. كشور تاجیكستان كه ٩ روستای لر زبان طیبی داریم
16. كشورهای افغانستان و پاكستان و عراق و یمن كه اسناد  سكونت داریم و همچنین عمان و تركیه و هند و آذربایجان كه اطلاعی نداریم [۴].  [۵].

منطقه‌ی طیبی، بخشی از استان کهگیلویه و بویراحمد است که در میان کوه‌ها و رودخانه‌های مهم جای گرفته است. این منطقه از غرب با بهمئی، از شرق با دشمن‌زیاری و دهدشت، از جنوب با کوه‌های خائیز بهبهان و از شمال با دره‌ی شاه‌غالب و رود خرسان هم‌مرز است. محدوده‌ی جغرافیایی آن حدود ۱۶۷۰ کیلومتر مربع بوده و ۱۱٪ از وسعت کهگیلویه را شامل می‌شود. جمعیت این منطقه حدود ۳۱۰۰۰ نفر است که به‌طور میانگین، ۱۹ نفر در هر کیلومتر مربع سکونت دارند. از این تعداد، ۴۳٪ کوچ‌رو و ۵۷٪ اسکان‌یافته‌اند که بیشتر در نیمه‌ی جنوبی سکونت دارند.
منطقه طیبی از دو بخش تشکیل شده است:
طیبی سرحدی: این بخش در نیمه‌ی شمالی منطقه قرار دارد و ۸۲۵ کیلومتر مربع وسعت دارد. این منطقه تحت تأثیر کوه سفید و مله کپر بوده و حدود ۱۳۰۰۰ نفر از ۱۰ طایفه‌ی مستقل در این بخش سکونت دارند. جمعیت نسبی منطقه ۱۵ نفر در هر کیلومتر مربع است و ۹۸٪ از ساکنان آن کوچ‌رو هستند. این منطقه شامل دو بخش سردسیری و گرمسیری است:
سردسیری: مناطق مورمیشان، عاجم و سبزمیر را در بر می‌گیرد.
گرمسیر: شامل رئیسی، جلو و جاورده است.
رودهای مهم این بخش، رود ریش و فارتق هستند که به رودهای خرسان و مارون می‌ریزند.
طیبی گرمسیری: بخش کم‌ارتفاع جنوبی منطقه‌ی طیبی است که ۸۴۵ کیلومتر مربع وسعت دارد و جمعیتی حدود ۱۸۰۰۰ نفر را در خود جای داده است. جمعیت نسبی آن ۲۲ نفر در هر کیلومتر مربع بوده و ۹۵٪ ساکنان آن اسکان‌یافته‌اند. تنها منطقه‌ی سردسیری آن، بخشی از کوه سفید  است که به قلمرو طیبی‌ها کشیده شده.
تقسیمات طیبی گرمسیری
این بخش شامل سه واحد اصلی است:
کوه سفید: منطقه‌ای کوچک در مرز بین طیبی سرحدی و گرمسیری.
این ور رود: بخشی از منطقه که در سمت رود مارون قرار دارد.
آن ور رود: بخش دیگر که در سمت دیگر رود مارون واقع شده است و جمعیت بیشتری در آن سکونت دارد. دو مکان مسکونی مهم این بخش، شهر سوق(مرکز این ور رود) و شهر لنده(مرکز آن ور رود) هستند که شهر لنده سابقه‌ی تاریخی بیشتری دارد. .  . 

## حکومت خاندان طیبی بر ایالت فارس
در اثر بی نظمی اوضاع فارس پس از مرگ ملک ابش خاتون، ایالت فارس مستقیما توسط امرای مغول اداره میشد و با توجه به اینکه این حاکمان نتوانستند آرامش، امنیت و رونق اقتصادی ایلات فارس را حفظ کنند برکنار شدند. در سال 692 تا 725 هجری اداره ایالت فارس به  خاندان طیبی  با فرماندهی جمال الدین طیبی سپرده شد 

## طوایفطیبی
- آل طیب
- تاماولی (محمد ولی)
- روتلخی
- کرائی
- اولاد
- بصره ای
- تاج الدین طیب (تاش طیبی)
- تارضایی
- تاحسین شاهی
- تامرادی
- تامحودی
- تاملکی
- تاویسی
- خواجه
- خوانین
- چنگلوایی
- دزکی
- سلیمان شهرویی
- سماعیلی (سه مالی)
- لنده ای
- غندی
- قنبری
- گیووه چرمی[۱۰]
- چاروسائی[۱۱]